# Texas Instruments

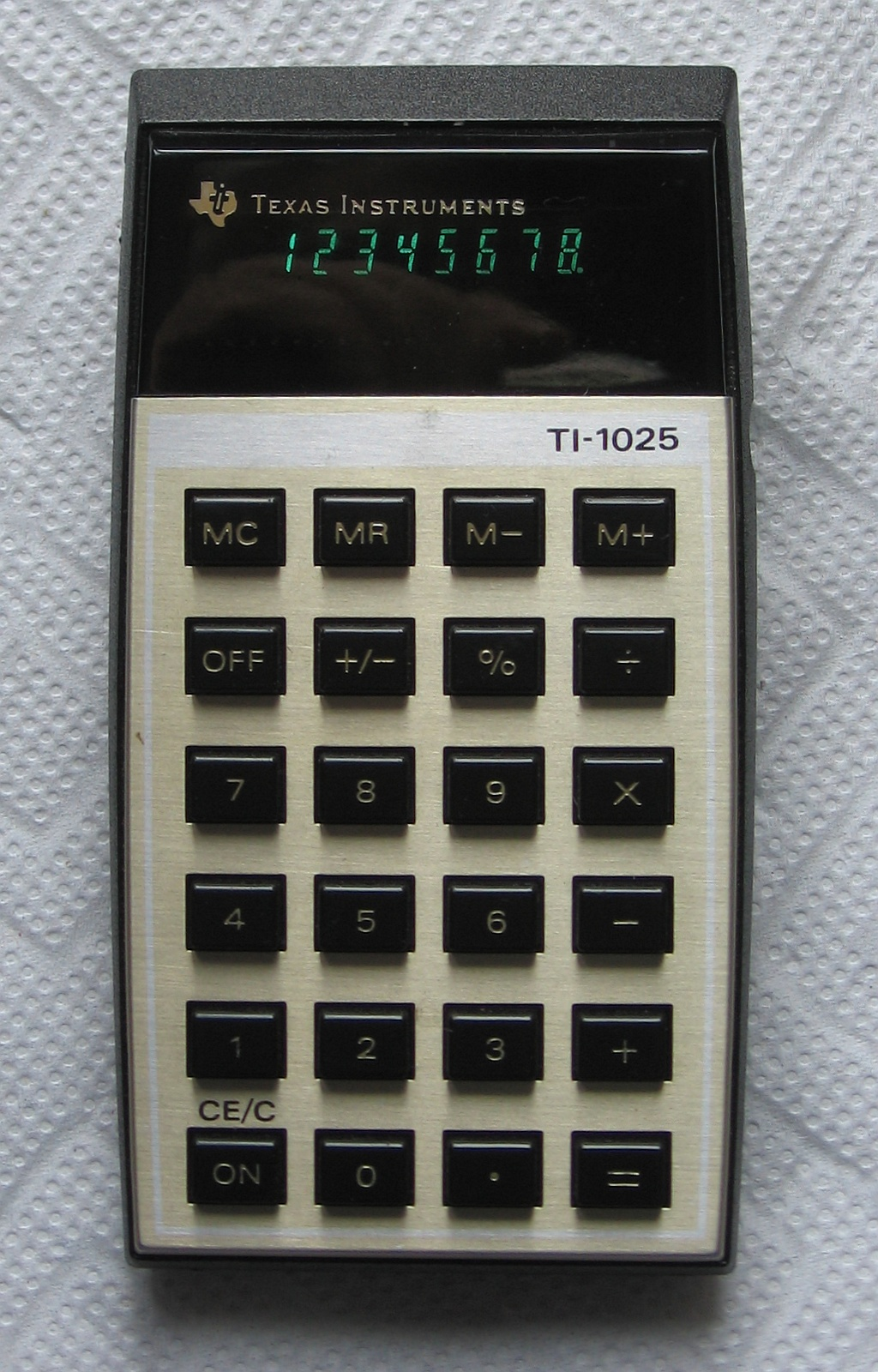
Jeden z pierwszych kalkulatorów kieszonkowych Texas Instruments Inc. (1977)

Texas Instruments Inc. – amerykańskie przedsiębiorstwo z siedzibą w Dallas, w stanie Teksas, będące czołowym producentem półprzewodników. Obecnie producent m.in. cyfrowych procesorów sygnałowych (rodzina TMS320), przetworników cyfrowo-analogowych, analogowo-cyfrowych, czujników, układów analogowych i półprzewodnikowych elementów dyskretnych, a także kalkulatorów naukowych.
Przedsiębiorstwo zostało założone w 1930 roku jako serwis geofizyczny zajmujący się poszukiwaniem złóż ropy naftowej za pomocą techniki fal dźwiękowych. W 1938 roku wydzielona została spółka Geophysical Services, Inc., a spółka nadrzędna przyjęła nazwę Coronado Corporation, po czym zakończyła działanie w 1945 r.
6 grudnia 1941 Geophysical Services została wykupiona przez kilku jej pracowników i jednego z jej założycieli – następnego dnia Stany Zjednoczone zostały zaatakowane przez Japonię i firma zdecydowała się podjąć produkcję wyposażenia do walki z wrogimi okrętami podwodnymi.
W 1951 r. Geophysical Services zmieniła nazwę na Texas Instruments i rozpoczęła produkcję tranzystorów na bazie umowy licencyjnej z Western Electric. W 1954 roku przedsiębiorstwo rozpoczęło pionierską produkcję pierwszych komercyjnych tranzystorów z krzemu i w tym samym roku wprowadziło na rynek pierwsze kieszonkowe radio tranzystorowe.
W 1958 r. jej pracownik Jack Kilby zademonstrował pierwszy, wykonany z germanu układ scalony, który zawierał kilka tranzystorów na pojedynczym chipie. Trzy lata później TI pokazała pracujący komputer używający układów scalonych – kompletny komputer na chipie został wyprodukowany w 1971 r.
We wczesnych latach 80. TI wyprodukowała dużą liczbę tanich komputerów domowych 99/4a, potem rozpoczęła produkcję maszyn stacjonarnych PC, która jednak została wkrótce przerwana. Przez szereg lat sprzedawała własną linię komputerów typu notebook. Wycofała się z tej działalności w 1997 r. sprzedając dział produkcyjny Acer Group.
W późnych latach 90. popularność w Stanach Zjednoczonych zyskały programowalne kalkulatory graficzne, począwszy od serii TI-8x z pierwszym modelem TI-81. Kalkulatory dzieliły się na wyposażone w procesory Zilog Z80 (używanych w Game Boyach) oraz Motorola 68000 (procesory stosowane w komputerach Amiga i szesnastobitowych komputerach Atari).